# Pediocactus paradinei
Pediocactus paradinei ist eine Pflanzenart der Gattung Pediocactus in der Familie der Kakteengewächse (Cactaceae). Das Artepitheton paradinei bezieht sich auf den Entdecker der Art Paradine. Englische Trivialnamen sind „Bristly Plains Cactus“, „Houserock Valley Cactus“, „Kaibab Pincushion Cactus“, „Paradine Cactus“ und „Park Pincushion Cactus“.

## Beschreibung
Der kugelförmige, gedrückt wachsende Pediocactus paradinei wird 2 cm bis 6 cm lang und im Durchmesser. Die charakteristische, variable haarähnliche Bedornung der Zentraldornen ist einmalig.
Die gelben glockenförmigen Blüten sind 1,5 cm lang und im Durchmesser. Selten ist die Blütenfarbe rosa.
Bei manchen Exemplaren ist die typische Bedornung nicht ausgeprägt, sodass er leicht mit dem nahe verwandten Pediocactus simpsonii oder Escobaria vivipara verwechselt werden kann. Geophytische Merkmale wie auch bei anderen Vertreter der Sektion Pediocactus (Pediocactus knowltonii) und der Sektion Rhytidospermae (Pediocactus bradyi und Subspezies) werden deutlich. Pediocactus paradinei ist bei trockenem Stand winterhart bis minus 20 °C. Die wurzelechte Kultivierung  in Europa ist möglich.

## Verbreitung, Systematik und Gefährdung
Pediocactus paradinei ist in der Navajoan Wüste auf dem Kaibabplateau in Arizona in Höhenlagen zwischen 1600 und 2000 Metern endemisch verbreitet. Er wächst zwischen Gramma-Gras auf Kalksteinboden auf flachen Hügeln in der typischen „Sagebrush-Wüste“ im offenen „Juniper-Pinyon Waldland“. Vergesellschaftet mit Sclerocactus whipplei subsp. busekii, Navajoa subsp., Escobaria missouriensis subsp. marstonii, Escobaria vivipara subsp. kaibabensis, Echinocereus engelmannii var. variegatus, verschiedene Opuntia-Arten, Yucca baccata und andere Arten.
Die Erstbeschreibung erfolgte 1957 durch Bernard W. Benson. Ein Synonym für die Art ist Pilocanthus paradinei B.W.Benson & K.Backeb..
Die Art Pediocactus paradinei  wird innerhalb der Gattung Pediocactus in die Sektion Pediocactus gestellt.
Pediocactus paradinei ist bedroht und wurde in den Anhang I des Washingtoner Artenschutzabkommens zum Schutz gefährdeter Arten aufgenommen. In der Roten Liste gefährdeter Arten der IUCN wird die Art als „Endangered (EN)“, d. h. als stark gefährdet geführt.

## Bilder

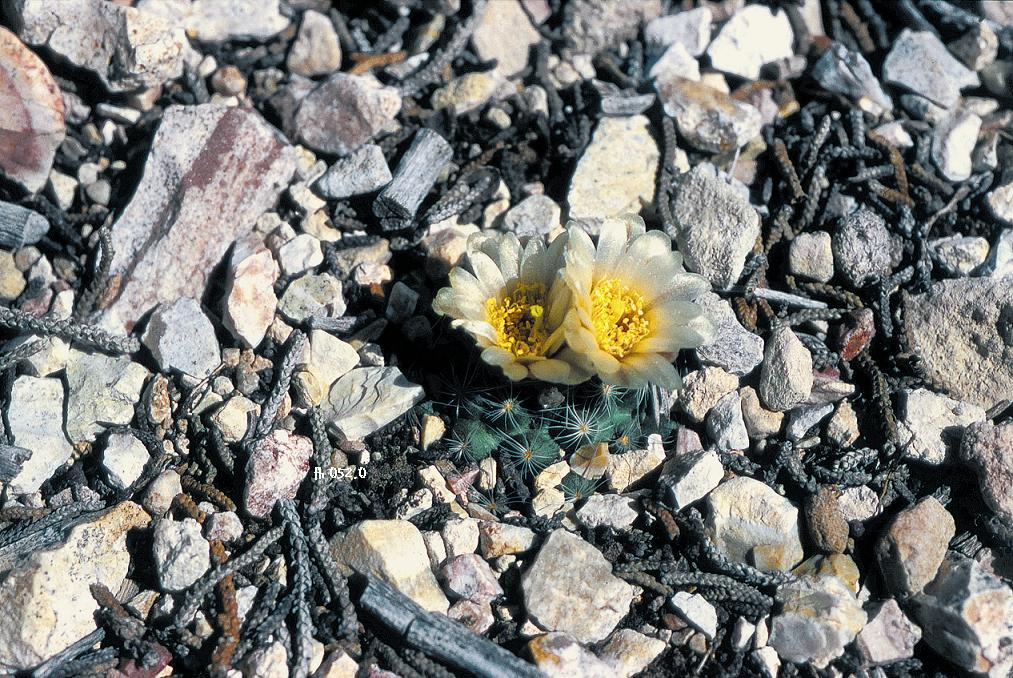
Ende April in Blüte in Arizona.
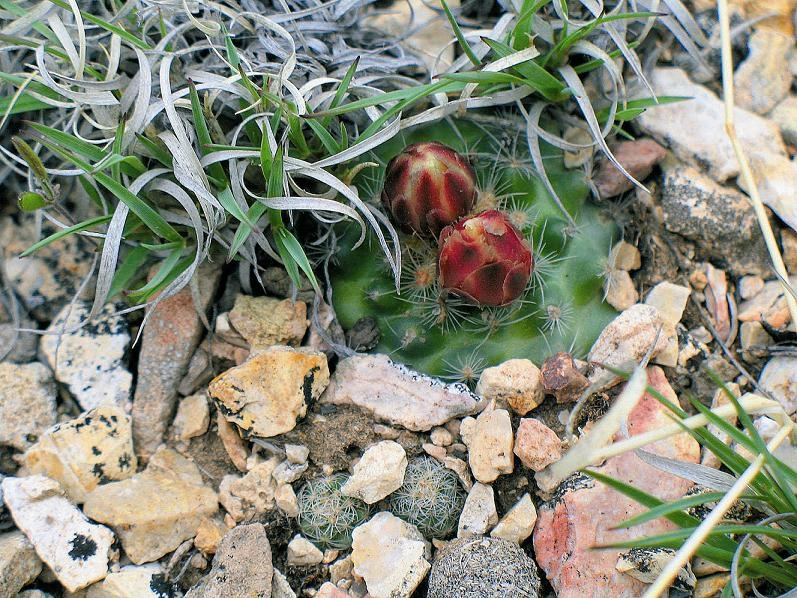
Juveniles Exemplar von Pediocactus paradinei mit Knospen in Arizona.
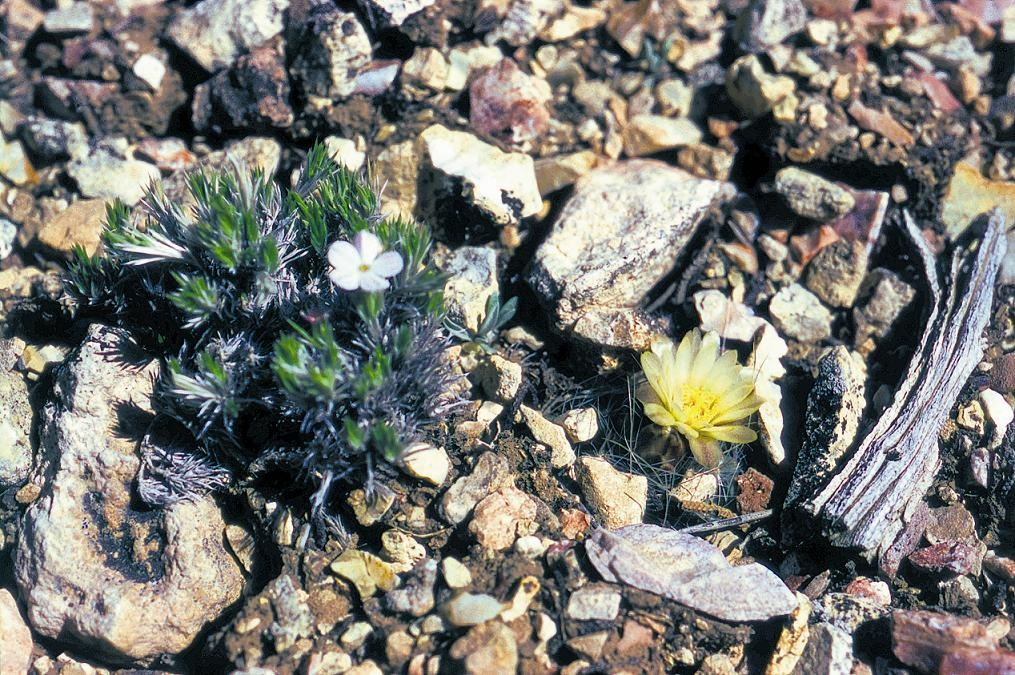
Mit typischer „hair-like“ Bedornung in Arizona.
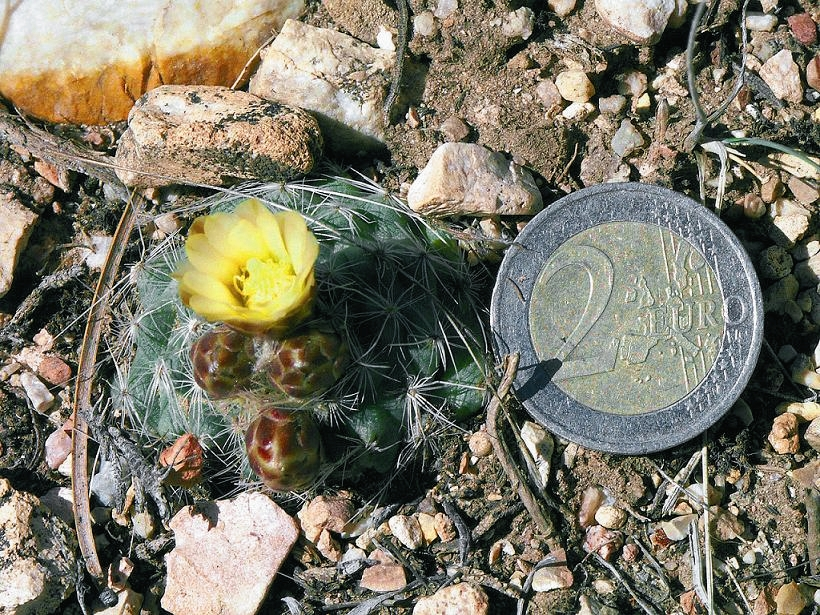
Größenvergleich in Arizona.
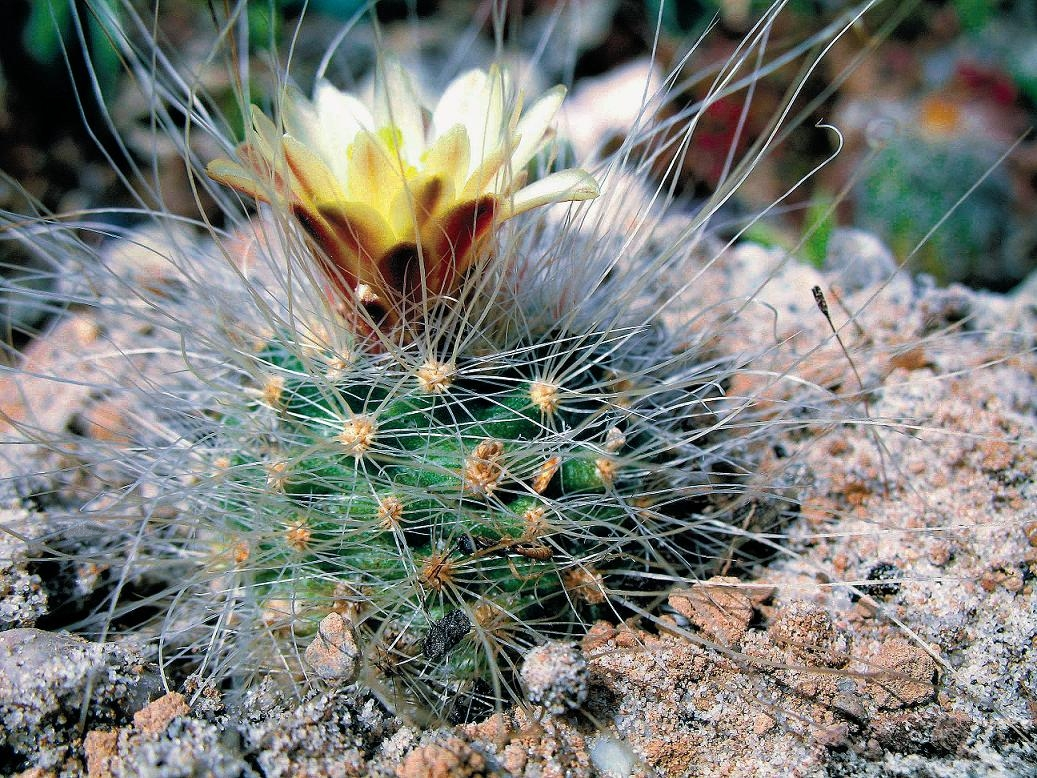
In Kultur.
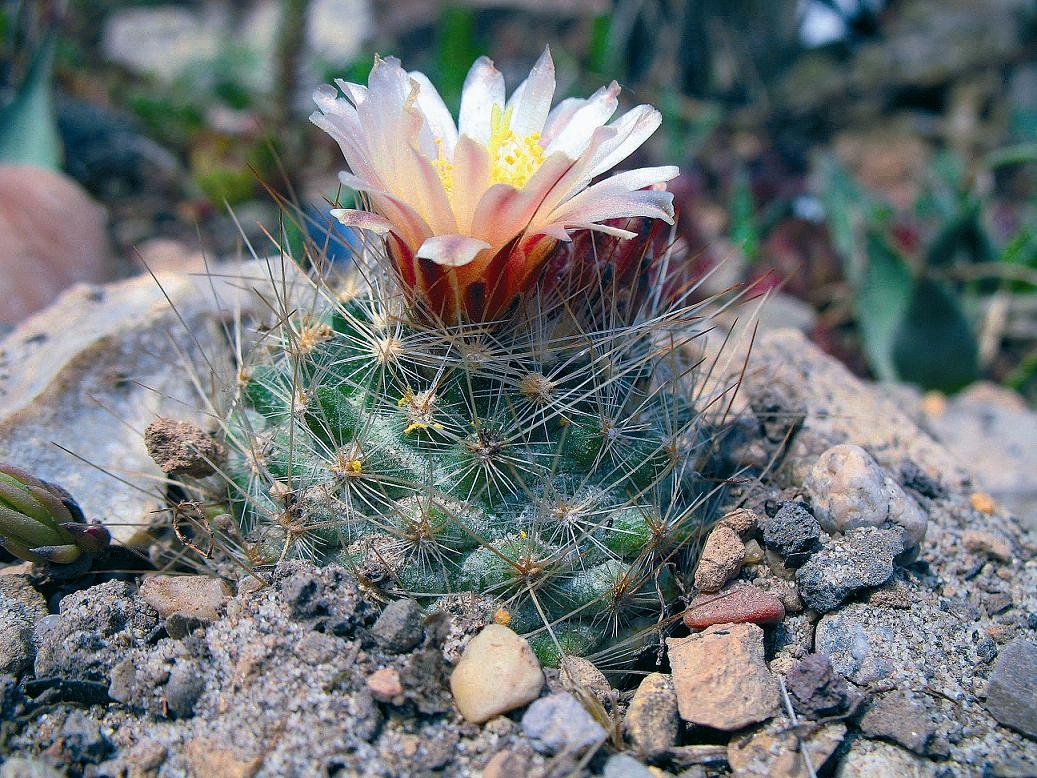
Mit rosafarbener Blüte in frostharter Kultur.